# Behoefte

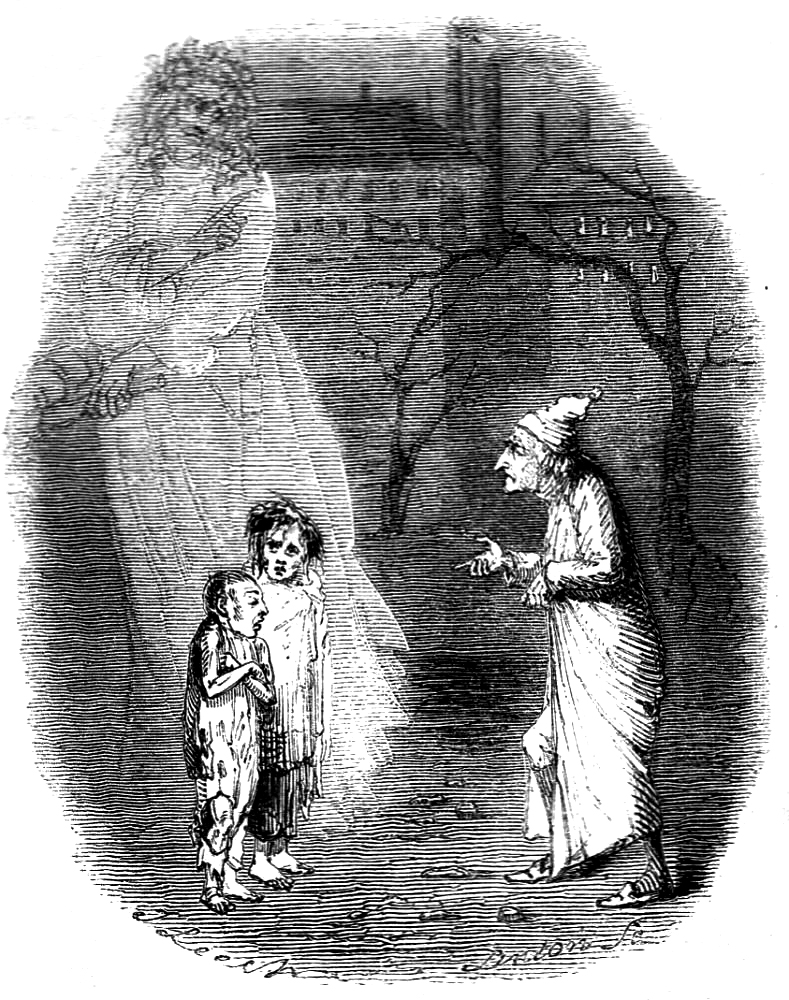
Ebenezer Scrooge ontmoet Onwetendheid en Behoeftigheid in A Christmas Carol van Charles Dickens

Behoefte is het nodig hebben van, of het verlangen naar, een betere situatie door het individu, zoals het verwerven/bereiken van een goed, dienst, emotie of waarde. In het eerste geval is er een noodzaak, in het tweede geval is er een verlangen.
Na bevrediging van de behoefte ontbreekt het gewenste of noodzakelijke niet meer. Dit kan ook na afloop nog doorwerken, zoals dat de behoefte aan eten na het eten nog even bevredigd blijft. De bevrediging is in dit voorbeeld na verloop van tijd echter uitgewerkt, de behoefte aan eten keert terug. De behoefte gaat in zulke gevallen op en neer. De behoeftebevrediging kan ook voor langere duur zijn, zoals na het vinden van een huis, een baan of een partner.

## Behoeften in de economische wetenschap
De mens heeft uiteenlopende behoeften. Als iets gratis is en overal beschikbaar wordt het in de economie niet als goed beschouwd. Dit geldt bijvoorbeeld meestal voor de zuurstof in de lucht, maar niet voor water, urineren en defecatie (in een land als Nederland vooral buitenshuis niet). Een vaak gebruikte indeling is:
1. Primaire behoeften (= basisbehoeftes):  water, voedsel, urineren, defecatie, bescherming tegen onder meer ziektes, kou en hitte (zoals kledij en onderdak), en onderling contact (zoals communicatie en intimiteit). Deze behoeften zijn verzadigbaar en soms gerelateerd aan de beschavingsgraad, de leeftijd, het ras en het geslacht.
2. Secundaire behoeften (= sociale behoeften): onderwijs, cultuur, geloof, sport en ontspanning. Deze behoeften zijn afhankelijk van de beschavingsgraad; ze zijn aanstekelijk, onderling vervangbaar en heel vaak irrationeel. In onze samenleving tenderen de sociale behoeften van het individuele naar het collectieve. Het betreft niet alleen de behoefte aan veiligheid, aan infrastructuur, aan recreatie, steeds meer is in de zorg voor bijvoorbeeld verpleging of pensioen, een tendens naar individualisering ontstaan.
3. Tertiaire behoeften (= luxebehoeften): verre reizen, auto, boot.

Behoeften kunnen ook toekomstig zijn. Te denken valt aan zaaigoed of aan voorzieningen voor de oude dag.
Kenmerken:
1. Aantal is onbegrensd, zoals technologische vooruitgang
2. Verzadigbaar, zoals primaire behoeften → voeding
3. Veranderlijk, zoals leeftijd, geslacht, afkomst, klimaat
4. Vervangbaar of substitueerbaar, zoals keuze → concurrentie, reclame

## Behoeften in de psychologische wetenschap

### Basisbehoeften
In de psychologie wordt gezocht naar de basisbehoeften van de mens. Dit zijn behoeften die fundamenteel zijn aan het mens-zijn en die aan de basis liggen van het menselijk gedrag. Belangrijke theorieën over de menselijke basisbehoeften zijn bijvoorbeeld de behoeftehiërarchie van Abraham Maslow en de zelfbeschikkingstheorie. Verschillende mogelijke basisbehoeften die de mens bijvoorbeeld heeft zijn de behoeften naar competentie, erkenning, verbondenheid maar ook eten en veiligheid.

## Natuurlijke behoefte doen
Het bevredigen van de behoefte aan urineren en/of defecatie wordt wel de (natuurlijke) behoefte doen genoemd, bijvoorbeeld in een gemeentelijke verordening waarin wordt aangegeven waar dit niet mag. In de Nederlandse model-APV staat Het is verboden binnen de bebouwde kom op een openbare plaats zijn natuurlijke behoefte te doen buiten daarvoor bestemde plaatsen.